# 種田孝一
種田 孝一（おいた こういち、1914年4月9日 - 1996年9月11日）は、東京府出身の実業家。また、サッカー選手としてもハーフバック、フルバックのポジションでプレーした。叔父は種田虎雄。

## 経歴
東京府立五中（現・小石川高校）、旧制水戸高校を経て、東京帝国大学に入学しア式蹴球部に所属。
在学中の1936年にベルリンオリンピックのサッカー日本代表に選出された。
本来のポジションはハーフバック（現在の守備的MFに相当）だが、1936年のベルリンオリンピックでは、ドイツ到着後に現地指導者から指導を受けた日本代表が従来の2-3-5システムから3-2-5システムに変更したため、長身で守備的な種田が3バックの中央のフルバック（現在のスイーパーに相当）にコンバートされた。本大会では右FBの堀江忠男、左FB竹内悌三とバックラインを形成し、スウェーデンを破った（詳細はベルリンの奇跡を参照）。
東京帝国大学経済学部を卒業後、1938年4月より満州住友金属工業（株）に入社。4月7日、イングランドのイズリントン・コリンシャンズ戦に日本代表として出場したが、それが最後の日本代表としての出場試合となった。
第二次世界大戦後の1946年10月より住友金属工業（現：日本製鉄）に入社した。なお、1947年に創設された住友金属工業蹴球団（現：鹿島アントラーズ）の監督を1956年まで務めた。
1966年5月より住友金属工業の取締役、1968年11月より同社常務取締役、1972年11月より同社専務取締役をそれぞれ歴任。1976年6月に同社取締役副社長に就任した。
住友金属工業の役員退任後は、1978年6月より住金物産（現：日鉄物産）の取締役会長、1982年2月よりダイキン工業の取締役会長を務めた（1989年3月期を以て退任）。
1996年9月11日、東京都文京区で急性心不全により死去した。

## 所属クラブ
- 水戸高等学校 (旧制)
- 東京帝国大学

## 代表歴

### 出場大会
- 1936年 ベルリンオリンピック

### 試合数
- 国際Aマッチ 2試合 0得点(1936)

| 日本代表 | 国際Aマッチ | 国際Aマッチ | その他 | その他 | 期間通算 | 期間通算 |
| 年       | 出場        | 得点        | 出場   | 得点   | 出場     | 得点     |
| -------- | ----------- | ----------- | ------ | ------ | -------- | -------- |
| 1936     | 2           | 0           | 4      | 0      | 6        | 0        |
| 1937     | 0           | 0           | 0      | 0      | 0        | 0        |
| 1938     | 0           | 0           | 1      | 0      | 1        | 0        |
| 通算     | 2           | 0           | 5      | 0      | 7        | 0        |

### 出場
| No. | 開催日         | 開催都市 | スタジアム | 対戦相手     | 結果 | 監督     | 大会         |
| --- | -------------- | -------- | ---------- | ------------ | ---- | -------- | ------------ |
| 1.  | 1936年08月04日 | ベルリン |            | スウェーデン | ○3-2 | 鈴木重義 | オリンピック |
| 2.  | 1936年08月07日 | ベルリン |            | イタリア     | ●0-8 | 鈴木重義 | オリンピック |